# Chaïm Nissim
Pour les articles homonymes, voir Nissim.
Chaïm Nissim, né le 21 novembre 1949 à Jérusalem (Israël) et mort le 11 avril 2017 à Genève (Suisse), est un militant écologiste, ingénieur et homme politique suisse d'origine israélienne, auteur en 1982 d'un attentat à la roquette sur le chantier du surgénérateur nucléaire français Superphénix.

## Biographie
Chaïm Nissim est né à Jérusalem en 1949 dans une famille de banquiers.
Au milieu des années 1950, sa famille émigre à Genève. Nissim obtient un diplôme d'ingénieur en électronique et informatique à l'École polytechnique fédérale de Lausanne en 1973. Il travaille brièvement en Israël avant de revenir s'installer en Suisse. 
Chaïm Nissim est marié et a trois filles.

### Militantisme anti-nucléaire
Dès 1972, Chaïm Nissim milite à Genève contre le projet de centrale nucléaire de Verbois, sur la commune de Russin, en fondant avec d'autres personnalités le Comité de coordination contre Verbois nucléaire (CCVN) regroupant différentes associations locales. 
Le 8 juillet 1976, Chaïm Nissim est interpellé par la police française lors d'une des premières grandes manifestations contre Superphénix. Il participe à l'organisation de la manifestation à Creys-Malville en 1977. Il est à nouveau arrêté par la police française et expulsé de France le 31 juillet, le jour de la manifestation. Lors de son expulsion, un décret est signé lui interdisant de rentrer en France pendant dix ans. Revenant sur cette période pour Temps présent en 1992, quand la centrale fait à nouveau la une, Chaïm Nissim témoigne avec ces mots : « C’était la guerre. Nous l'avons perdue ».
Pendant 10 ans, Nissim, convaincu que les surgénérateurs à neutrons rapides pouvaient exploser, s'est entraîné clandestinement à la guérilla et au sabotage à l'explosif.
Le 18 janvier 1982, Nissim tire cinq roquettes sur la centrale nucléaire Superphénix alors encore en construction, alors que des ouvriers travaillent sur le site. Seules deux de ces roquettes touchent la structure et causent des dommages, mais elles manquent toutes le cœur du réacteur encore vide de combustible.
Le lance-roquette, un RPG-7, a été obtenu de la part de la Fraction armée rouge grâce à Carlos et aux Cellules communistes combattantes belges,.
Chaïm Nissim a déclaré :

« Je sais qu’il peut paraître bizarre de considérer les roquettes comme un moyen d’action non violent. Pourtant, nous avons pris toutes les précautions imaginables pour être bien sûrs qu’aucun ouvrier ne risquait d’être touché, nous avons donc commis un attentat non violent. »

Mais M. Maurice Barbeger, chef de l'aménagement de la centrale, déclare de son côté : "C'est la sécurité des travailleurs qui est en cause. C'est intolérable. Une vingtaine de personnes travaillaient à l'intérieur du réacteur. Un des projectiles qui est passé à travers une brèche du bâtiment - nécessaire pour la pose du matériel technique - est tombé à 20 mètres d'un employé."
Le 8 mai 2003, Nissim a rendu publique sa responsabilité de l'attaque à la roquette commise en 1982 en publiant un livre sur le sujet et sur ses relations avec les groupes terroristes,,.

### Carrière politique
En 1985, Chaïm Nissim est élu au Grand Conseil du canton de Genève, sous les couleurs des Verts. Il siège de 1985 à 1989 puis de 1993 à 2000, soit trois législatures, puis démissionne en automne 2000 lors d'une séance où une autre députée verte, Fabienne Bugnon, lui rend hommage,,.
Nissim est membre de la Commission d’attribution des fonds pour le développement des énergies renouvelables et les économies d’énergie, depuis 2010. Il est longtemps membre du comité du Rassemblement pour une politique sociale du logement.

### Actions contre le commerce des armes
Chaïm Nissim a participé à un collectif dit « du Ramoneur ». Il raconte leurs actions dans son deuxième livre, consacré aux années 1990-2010. Ce groupe de militants a eu pour objectif les études d’avocats ou autres bureaux pouvant receler des informations sur le trafic d'armes. Ils sont entrés par effraction pour trouver et emporter des documents compromettants ; parfois les dossiers et prospectus se trouvaient simplement dans la rue, aux vieux papiers ! Les informations sensibles étaient réunies dans une lettre d’information confidentielle, Le Ramoneur. Une dizaine d’éditions ont été transmises aux journaux, par exemple au Courrier et au Bureau de recherche et d’investigation de Roger de Diesbach, qui ont ensuite publié des articles destinés au grand public. Le collectif trouve et met sous écoute les bureaux secrets (dans une firme produisant des films pornographiques) du marchand d’armes Georges Starckmann, finalement expulsé par la Confédération au début des années 1990.

### Paix au Proche-Orient
En février 2002, avec quelque deux cents personnes d'origine juive et arabe en Suisse, il signe un manifeste pour la paix au Proche-Orient.

### Association Noé21
Chaïm Nissim fonde en 2003 l'association Noé21, un laboratoire d'idées à propos des politiques énergétiques. L'association milite pour la protection du climat par le désinvestissement dans les énergies fossiles, la dénonciation des crédits-carbones, l'opposition à l'expansion constante de l'aéroport de Genève.

### Fin de vie
Progressivement handicapé par la maladie de Parkinson, Chaïm Nissim parvient encore à rédiger et compléter progressivement deux documents qu’il nomme ses 2e et 3e livres, qui sont accessibles sur son site Internet. L’un est consacré à la période 1990-2010, durant laquelle il lutte contre les « marchands d’armes ». L’autre questionne la morale, la violence et la non-violence, la croissance et la décroissance, et est consacré aux jeunes générations. Il y fait référence à Nelson Mandela et à l’ANC.
Chaïm Nissim décide de mourir le 11 avril 2017 par l'aide au suicide,, laquelle est légale en Suisse.

## Personnalité
Dans son « 2e livre », Chaïm écrit : « Décidément je n’ai pas de chance, homme riche israélien cultivé, j’ai tout pour dominer le monde, sauf l’envie ! La seule que j’essaye de dominer, de posséder, elle me sourit gentiment et me dit : «non mais 
tu t’es déjà regardé ? vieux lubrique quand cesseras-tu ? Tu me fais honte». Le ton est gentil, le sourire est sincère, mais clair : pour la possession tu rêves ! ». Et sur la page d’accueil de son site : « Moi, j’aime bien mes ennemis. Les gens de l’Autre bord. Je n’aime pas les coupures. Les inimitiés ».  
Quand Chaïm annonce sa démission du Grand Conseil en 1989 (pour quelques mois en Israël), la chroniqueuse du Journal de Genève Françoise Buffat exprime son attachement : « Versons une larme sur Chaïm Nissim : un peu trop naïf, un peu trop spontané, c’était une voix écologiste dans toute sa fraîcheur non politicienne ».
Marc Moulin de la Tribune de Genève décrit Chaïm et « son regard doux, son sourire lumineux, sa silhouette frêle, presque ascétique ».
Philippe Bach du Courrier raconte l’éviction par les Verts en 2003, puis la réintégration : « On ne pouvait jamais en vouloir longtemps à Chaïm. Ce dernier bénéficiait de ce qu'en allemand on appelle Narrenfreiheit, la liberté de parole et de pensée du fou. Il pouvait dire les pires horreurs, court-circuiter une action collective en étant trop bavard, tout lui était pardonné ». Puis il témoigne : « Nous n’aurons plus le plaisir de manger un plat du jour avec lui, un peu crispé sachant qu’il ne tarderait pas à lancer une question incongrue à la table d’à côté ou à tomber amoureux de la serveuse ».
Pour les Verts genevois, « Toute sa vie durant, il s'est engagé pour protéger le climat et contre les énergies fossiles et nucléaires, avec conviction et sincérité et l’envie sans cesse renouvelée de croire en la capacité de chacun à faire un pas dans la bonne direction ».

## Publications
- Chaïm Nissim, L'Amour et le Monstre : roquettes contre Creys-Malville, Lausanne, Favre, 2004, 143 p. (ISBN 2-8289-0782-1, lire en ligne)

- Chaïm Nissim, Les chemins de la liberté. Les marchands d’armes, 2016, 104 p. (lire en ligne)« 2e livre », « 2e partie de ma vie clandestine » : 1990-2010, livre testament. Publié en ligne sur le site chaimnissim.ch. « Revu et modifié hiver 2016 », « Marchands » version 32. Une image sur le site montre une page de couverture avec le titre « Comment sauver le monde » et Chaïm en Superman.

- Chaïm Nissim, Traité sur la violence et la morale, à l’usage des jeunes générations, 2016, 27 p. (lire en ligne)« 3e livre ». Publié en ligne sur le site chaimnissim.ch. « Doutes », version 51.